# Charles Thibault
Charles Georges Thibault (ur. 14 lipca 1919 w Paryżu, zm. 20 sierpnia 2003) – francuski uczony, przedstawiciel nauk rolniczych, specjalista fizjologii rozrodu zwierząt, laureat Nagrody Wolfa.
Studiował biologię na Uniwersytecie Paryskim, w 1949 uzyskał tamże stopień doktora nauk przyrodniczych. W latach 1944–1949 pracował w Narodowym Ośrodku Badań Naukowych w Paryżu, następnie na Uniwersytecie Paryskim; w 1950 związał się z Państwowym Instytutem Badań Rolniczych (INRA) w Jouy-en-Josas. W ramach tej instytucji kierował Laboratorium Fizjologii Zwierząt (1954–1974) oraz Centrum Produkcji Zwierzęcej (1954–1958), a w latach 1960–1976 był szefem Departamentu Fizjologii Zwierząt i koordynował badania kilku placówek instytutu na terenie całej Francji. W latach 1961–1965 był doradcą rządu ds. biologii. W 1967 został profesorem fizjologii rozrodu zwierząt na Uniwersytecie Piotra i Marii Curie w Paryżu. W latach 1979–1982 pełnił funkcję prezydenta Narodowego Komitetu Narodowego Ośrodka Badań Naukowych. Przez cztery lata (1972–1976) przewodniczył Stałemu Komitetowi Międzynarodowych Kongresów Rozrodu Zwierząt.
Badania naukowe Thibaulta obejmowały głównie regulację i przebieg rozrodu u ssaków, ze szczególnym uwzględnieniem zwierząt gospodarskich. Tematyką tą zajął się w pierwszych latach powojennych, mając już wówczas w dorobku prace dotyczące fizjologii ubarwienia i utrzymania równowagi u ryb. Podejmowane przez Thibaulta zagadnienia to m.in. partenogenetyczny rozwój jaj u ssaków, eksperymentalna superowulacja i dodatkowa ciąża, zapłodnienie in vitro jaja królika (1954), wpływ czynników fizjologicznych i środowiskowych na zapłodnienie u zwierząt gospodarskich, przerywanie ciąży, uzyskanie porodów bliźniaczych u bydła. Efekty tych prac miały znaczenie zarówno dla badań podstawowych, jak i praktyki hodowlanej.
Był autorem, współautorem i redaktorem szeregu publikacji naukowych. Uhonorowany został m.in. Palmami Akademickimi i Krzyżem Oficerskim Legii Honorowej. W 1988 wspólnie z Brytyjczykiem Ernestem Polge otrzymał Nagrodę Wolfa w dziedzinie nauk rolniczych.
Thibault pozostawał przez wiele lat związany z nauką polską, zwłaszcza z krakowskim środowiskiem akademickim. Na uczelniach Krakowa wielokrotnie wygłaszał referaty, organizował współpracę międzynarodową; swoją czteroletnią kadencję na czele Stałego Komitetu Międzynarodowych Kongresów Rozrodu Zwierząt zakończył w 1976 organizacją VIII Kongresu w Krakowie. 5 października 1979 odebrał doktorat honoris causa Akademii Rolniczej w Krakowie. Rok później został włączony w poczet członków zagranicznych Polskiej Akademii Nauk (Wydział II — Nauk Biologicznych).